# Coincya cintrana
Coincya cintrana — покритонасінна рослина родини капустяних. Це рослина-гемікриптофіт, вона росте на стінах, у крутих місцевостях та на скелястих схилах. Цвіте з квітня по чернень.
Видовим авторитетом є (Cout.) P.Silva, що вийшов друком у 1987 році.
Захищена законодавством Португалії та Європейського Союзу, а саме додатками II та IV Оселищної Директиви.

## Поширення
Це ендемічний вид з континентальної Португалії, а саме з гір Сінтри, Серра де Санту Антоніу та Серра де Монтежунту.

## Синоніми
В The Plant List цей вид записаний як синонімом Coincya monensis subsp. cheiranthos (Vill.) C.Aedo Pérez, Leadlay & Muñoz Garm. У базі даних Tropicos прийнятою назвою є також підвид, згаданий раніше.
EUNIS стверджує, що цей вид є синонімом Rhynchosinapsis pseudoerucastrum subsp. cintrana.